# Loef- en lijgierigheid

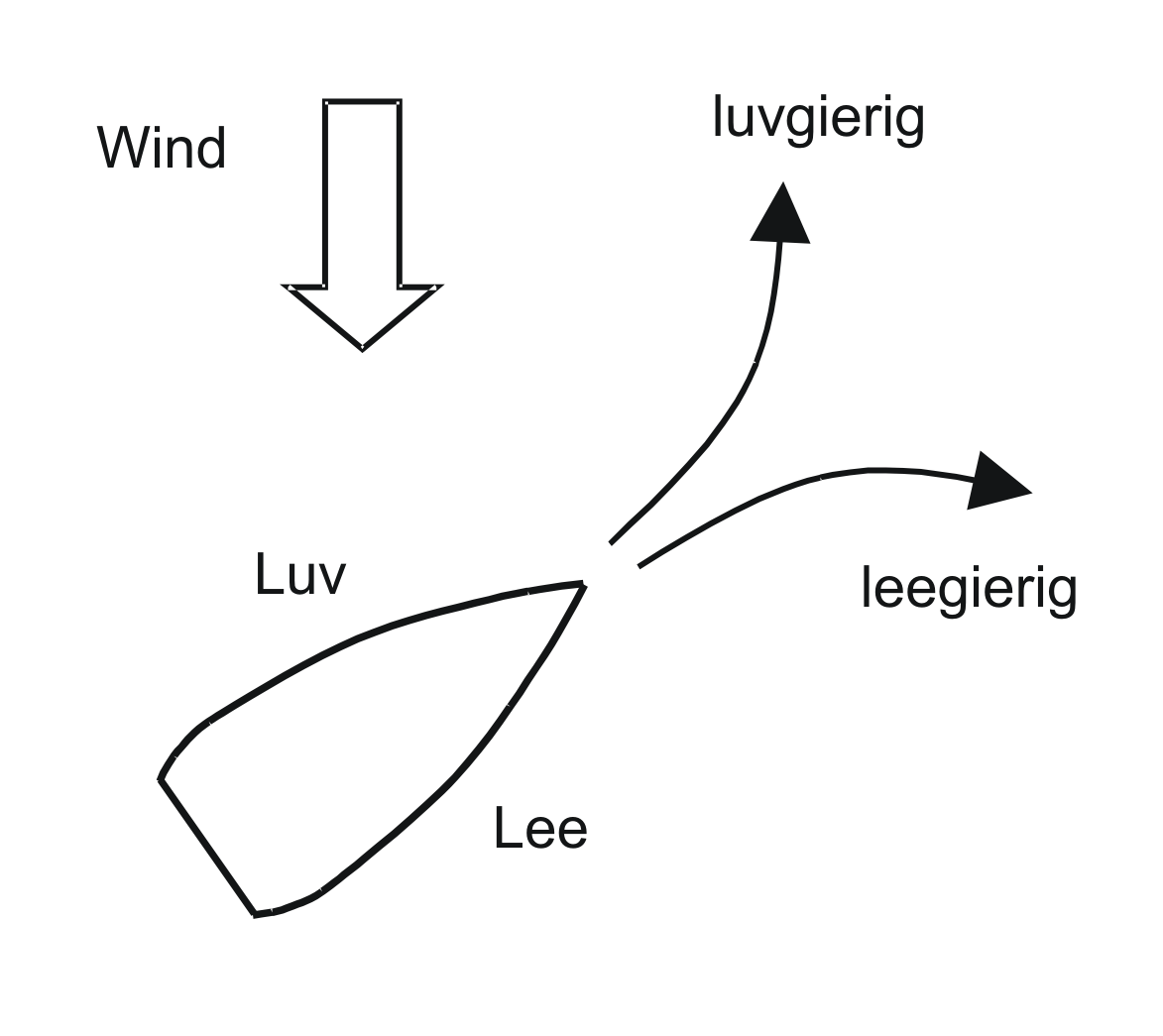
loef- en lijgierigheid

Loefgierigheid en lijgierigheid zijn termen uit de scheepvaart, en met name uit de zeilerij. Een loefgierige boot heeft de neiging om loefzijde toe te draaien, ofwel met de voorpunt naar de wind toe. Een lijgierige boot zal de tegengestelde neiging hebben, dus neigen om van de wind af te draaien.
Op een traditioneel zeiljacht met één mast heeft het grootzeil een 'loefgierig', en de fok een 'lijgierig' effect. Deze beide effecten behoren in balans te zijn. Als dit het geval is zal de boot niet slingeren of van koers veranderen. Als dit niet het geval is dan is het mogelijk om met behulp van het roer deze afwijking aan te passen, maar dat gaat ten koste van snelheid.
Tijdens het varen kan het loef- of lijgierige gedrag van de boot veranderen, bijvoorbeeld doordat het zwaartepunt verplaatst wordt doordat lading wordt verplaatst of doordat mensen ergens anders gaan zitten, zodat het draaipunt verschuift. Ook kan een extra zeil zoals een kluiver of een rif in een van de zeilen een sterk effect veroorzaken. Doorgaans heeft het overhellen van de boot ook een duidelijk effect op het loef- of lijgierige effect.
Doorgaans wordt een schip zo ontworpen dat het een klein beetje loefgierig is, omdat dat het sturen vergemakkelijkt. Bovendien levert dat een ingebouwde veiligheid in het geval het roermechanisme beschadigd zou raken: de boot zal dan vanzelf de neiging hebben om naar de wind te draaien en stil te vallen.
Bij windsurfen, waarbij de mast gekanteld kan worden, wordt dit effect gebruikt om te sturen: kantelt men de mast naar voren dan wordt de surfer van de wind af gedraaid; kantelt men de mast naar achteren dan wordt de surfer naar de wind toe gedraaid.